# Driss Khellafi
Driss Khellafi est un kickboxeur franco-marocain.

## Biographie
Né dans le nord du Maroc à Oujda, il arrive en France en 1970 à Paris, et intègre une école de sport étude. Il se lance dans le sport à Aubervilliers en boxe française et devient champion de France juniors de savate en 1985 puis en 1988. il approche la boxe anglaise en professionnel puis kick-boxing, mais sa carrière connaît un coup d'arrêt en raison d'un accident de la circulation. 
Redevenu conseiller en cosmétiques, il parvient à se relancer. Face à Éric Blondel, il perd son premier combat pour le titre de champion du monde, mais gagne la seconde fois. Le 25 octobre 1997, il remporte la titre mondial WKC en moins de 74 -kg en battant par KO à la 5e reprise le Russe Michaël Pukhov à Aubervilliers. L'année suivante il conserve son titre à Naples en Italie. En 2000 il est invité à remettre son titre en jeux à Agadir contre Stanislas Terentiev il gagne par KO à la 7ème reprise. En 2001, il remet son titre contre Pukhov au Maroc devant 7000 spectateurs : il remporte le combat par KO 3e reprise. , il totalise, durant l'ensemble de sa carrière, 52 combats sur 41 victoires, 7 par ko, 3 nul, 1 défaite.
Il devient conseiller, pour le groupe Marionnaud parfumerie. Puis directeur de développement à l'international et crée la surprise en ouvrant la plus grande parfumerie Marionnaud au Maroc à Casablanca et devient directeur général associé ou groupe Marionnaud Autriche. Il rachète les droits des Gants D'or à Jean-Claude Bouttier en 2008 et devient propriétaire[réf. souhaitée] en 2013 il tombe amoureux d'une petite boutique de fumage de saumon en prenant un sandwich au saumon. Formé par l'ancien maître il part à la conquête d'un nouveau fumage. Un nouveau combat commence après un voyage en écosse pour apprendre d'autres techniques de fumage. Passionné par l'artisanat il travaille jour et nuit et ne compte pas les heures toujours à la recherche de l'efficacité et décide de créer l'un des meilleurs saumon fumé au monde et d'être le champion du monde de saumon fumé. Pari réussit, son saumon est élu meilleur saumon de Paris et sollicité par des personnalités du monde sportif, artistique, des ambassades, des chefs étoilés, grands restaurants et hommes d'affaires étrangers, USA, Maroc, Sénégal, Dubaï, Qatar.